# Tryptamine
Tryptamine is een monoamine alkaloïde. De structuur van tryptamine lijkt op die van het aminozuur tryptofaan. Tryptamine wordt zowel in planten als in zoogdieren aangetroffen waaronder de mens. Daarnaast is tryptamine de grondstructuur voor de gesubstitueerde tryptamines.

## Rol in mensen
De precieze rol van tryptamine in het menselijke lichaam is niet helemaal bekend. Vermoed wordt dat tryptamine een neuromodulator en neurotransmitter is. Tevens bestaat er het vermoeden dat tryptamine een rol speelt bij psychiatrische aandoeningen. Net zoals vele gesubstitueerde tryptamines bevat tryptamine psychoactieve eigenschappen. De stof verhoogt de afgifte van serotonine, dopamine en noradrenaline. Deze effecten zijn alleen erg zwak en van korte duur omdat tryptamine zeer snel wordt afgebroken door middel van monoamino-oxidase.